# Max Josef Wagenbauer
Max Josef Wagenbauer, född den 28 juli 1775 i Öxing, Oberbayern, död den 12 maj 1829 i München, var en tysk målare.
Wagenbauer är känd för sina landskaps- och djurstycken, produkter av konsten under övergången mellan 1700- och 1800-talen. Carl Rupert Nyblom skriver i Nordisk familjebok: "Sedan de gamle holländarnas tid hade man i Tyskland icke haft en konstnär, som upptäckt en sådan rikedom af skönhet i landtlif och natur. Hans landskap från nedre alpregionen med landtfolk och herdar, idyller af högsta naivitet och skönhet, mottogos med stor beundran." Ett tiotal av hans arbeten finns i Nya pinakoteket i München.